# Józef Richter (malarz i rysownik)
Józef Richter (właściwie: Joseph Michael Richter) (ur. w 1780 w Dreźnie, zm. 22 maja 1837 w Warszawie) – polski malarz i rysownik pochodzenia niemieckiego.
Urodzony w rodzinie artystów wraz z dwoma braćmi uczył się u pejzażysty Adriana Zingga w drezdeńskiej akademii, gdzie zdobył pewne uznanie jeszcze jako student. W 1806 Czartoryscy sprowadzili go do Puław, by zastąpił Jana Piotra Norblina, przy czym jego głównym zadaniem była nauka rysunku udzielana wychowanicy ks. Izabeli Czartoryskiej Zofii Mateszuwicównie. Mając tylko godzinę zajęć dziennie, wiele wówczas malował – przede wszystkim widoki Puław, ale i Kazimierza Dolnego, a także innych miejscowości na Lubelszczyźnie. Po sześciu latach pobytu w Puławach, następnie przebywał z Czartoryskimi w Sieniawie i Dobromilu. W 1820 przeniósł się wraz z córką z nieudanego małżeństwa do Warszawy, gdzie zajął się przede wszystkim nauczaniem. Pracował również jako ilustrator, zaś po 1831 prowadził pracownię. Pochowany na Powązkach, gdzie nagrobek wystawiła mu córka.

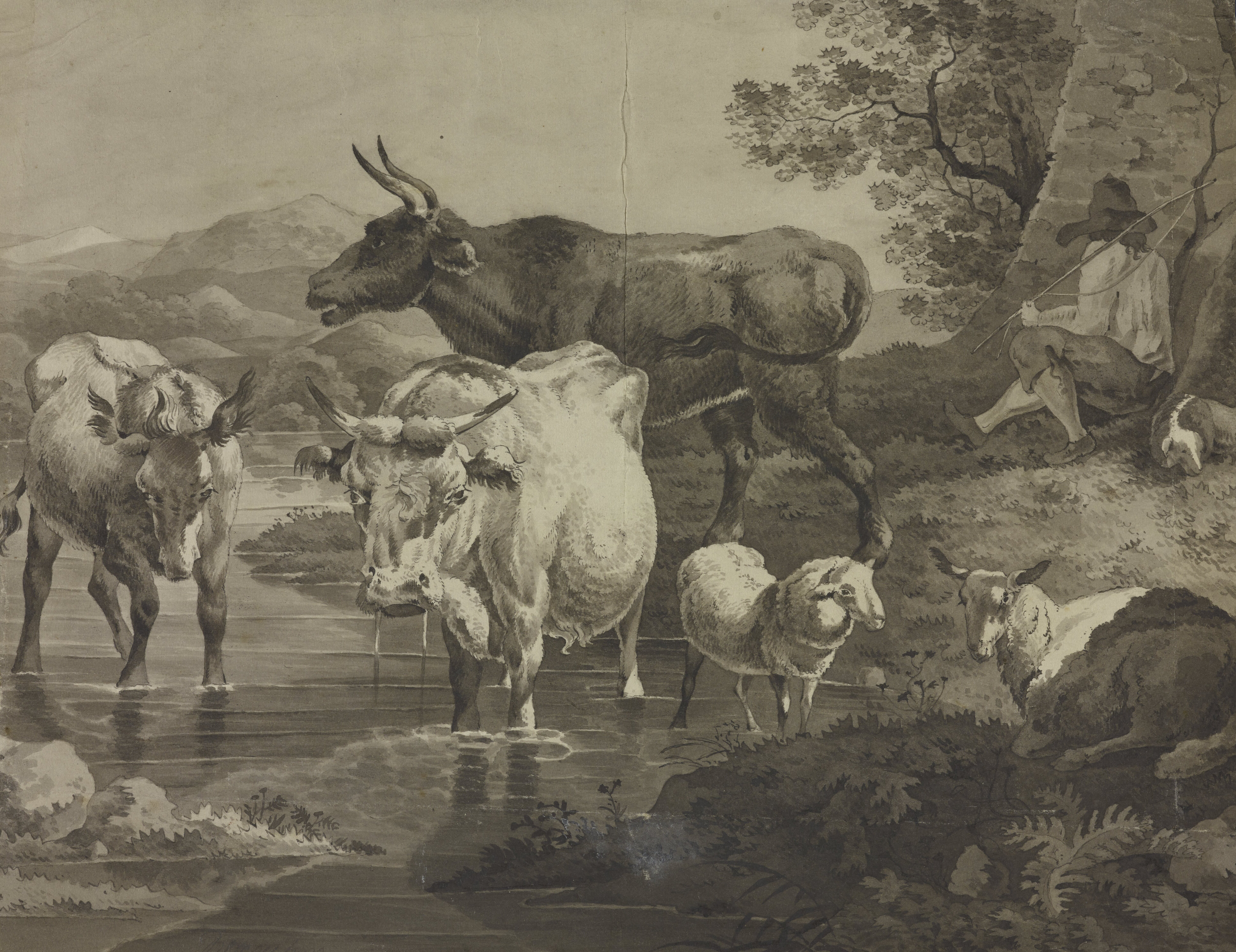
Bydło u wodopoju
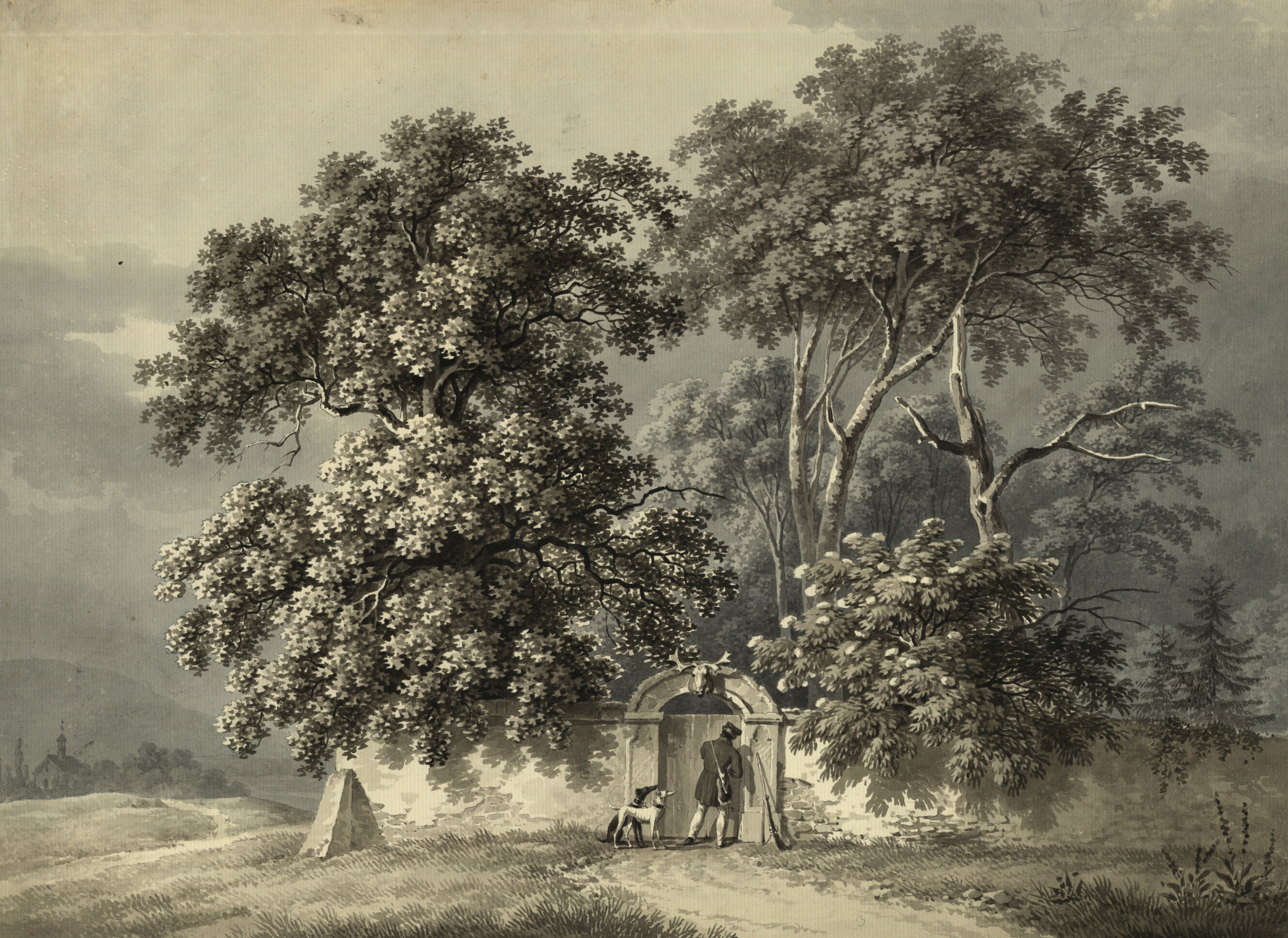
Ogród w Puławach
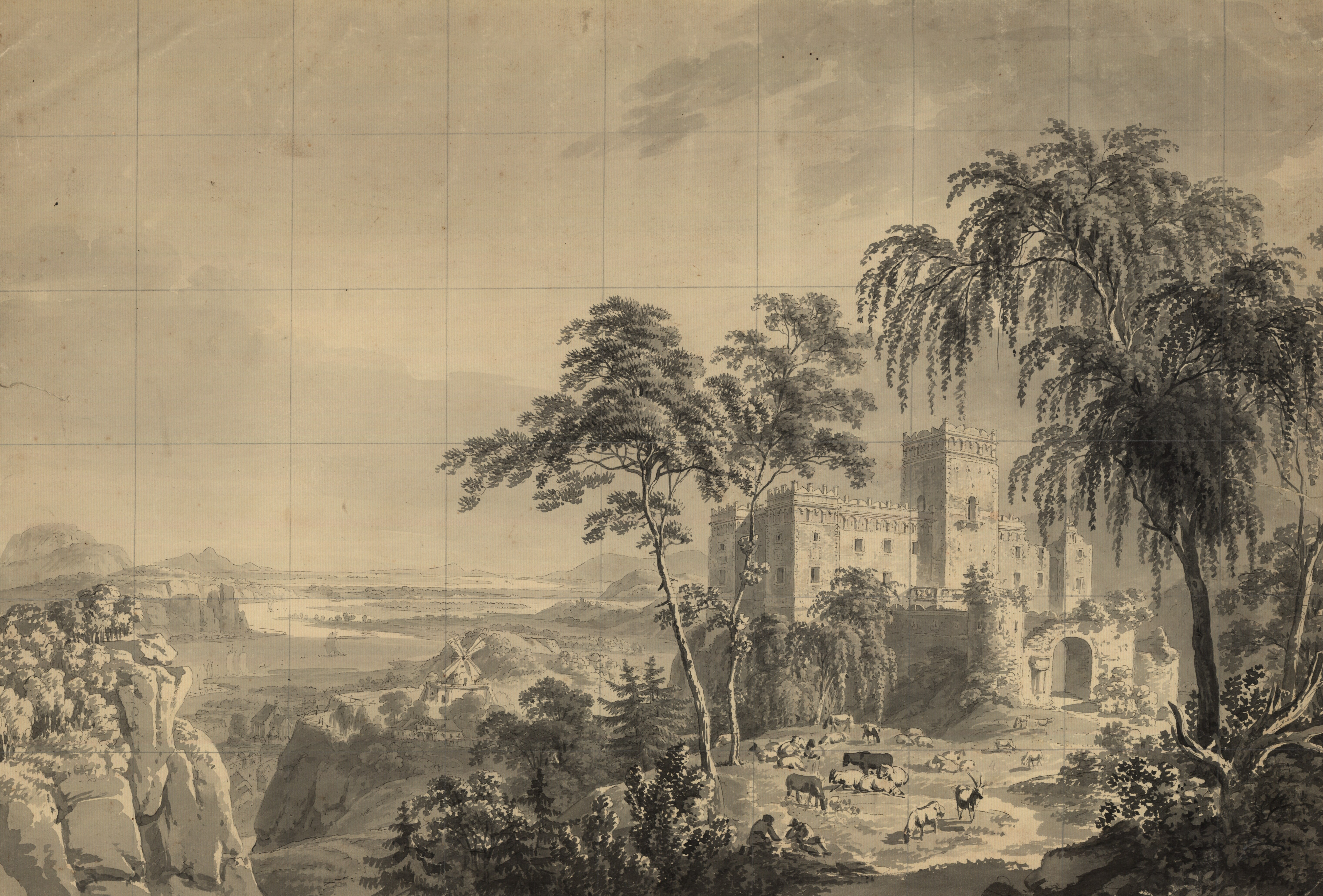
Nieznany zamek
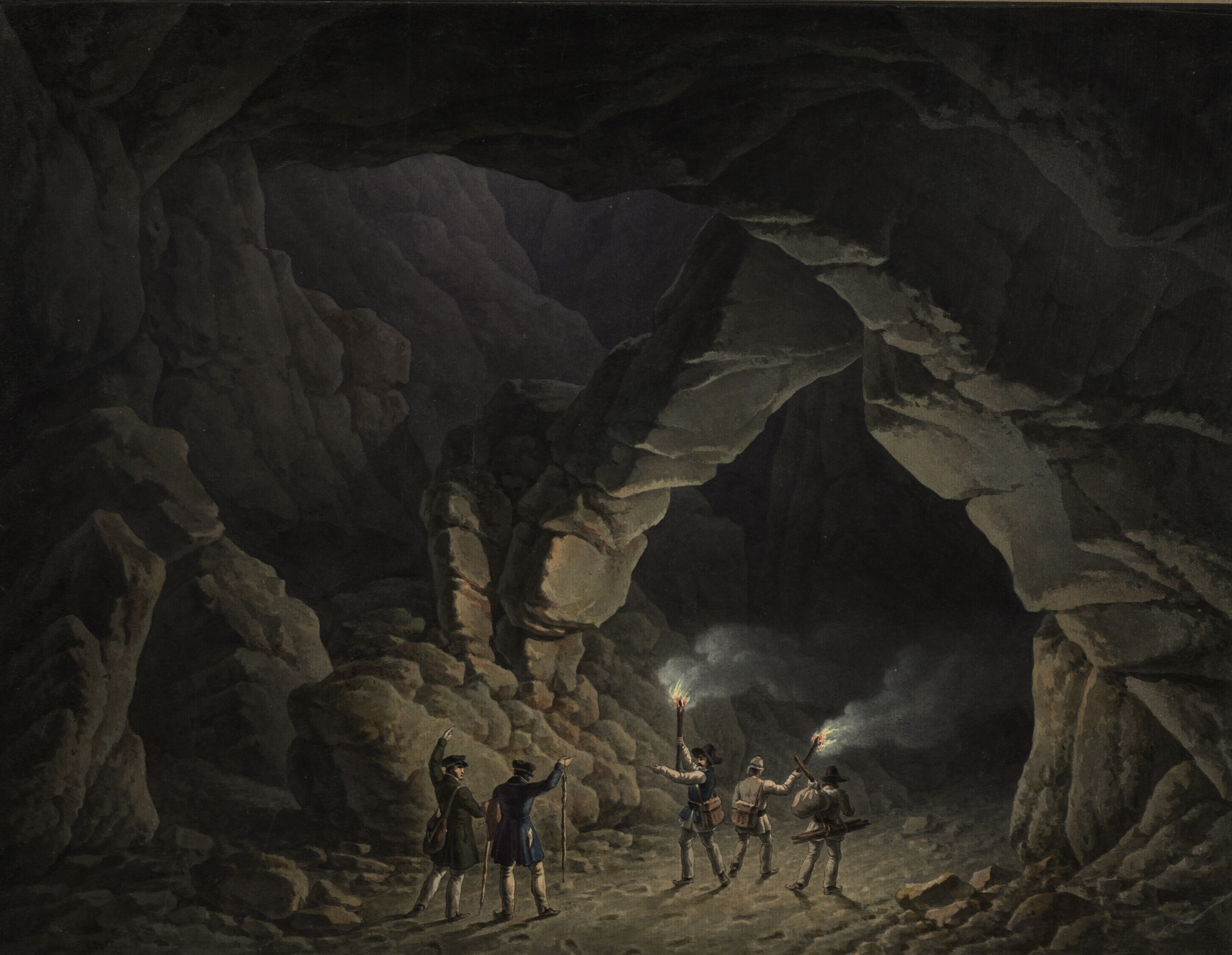
Zwiedzanie jaskini
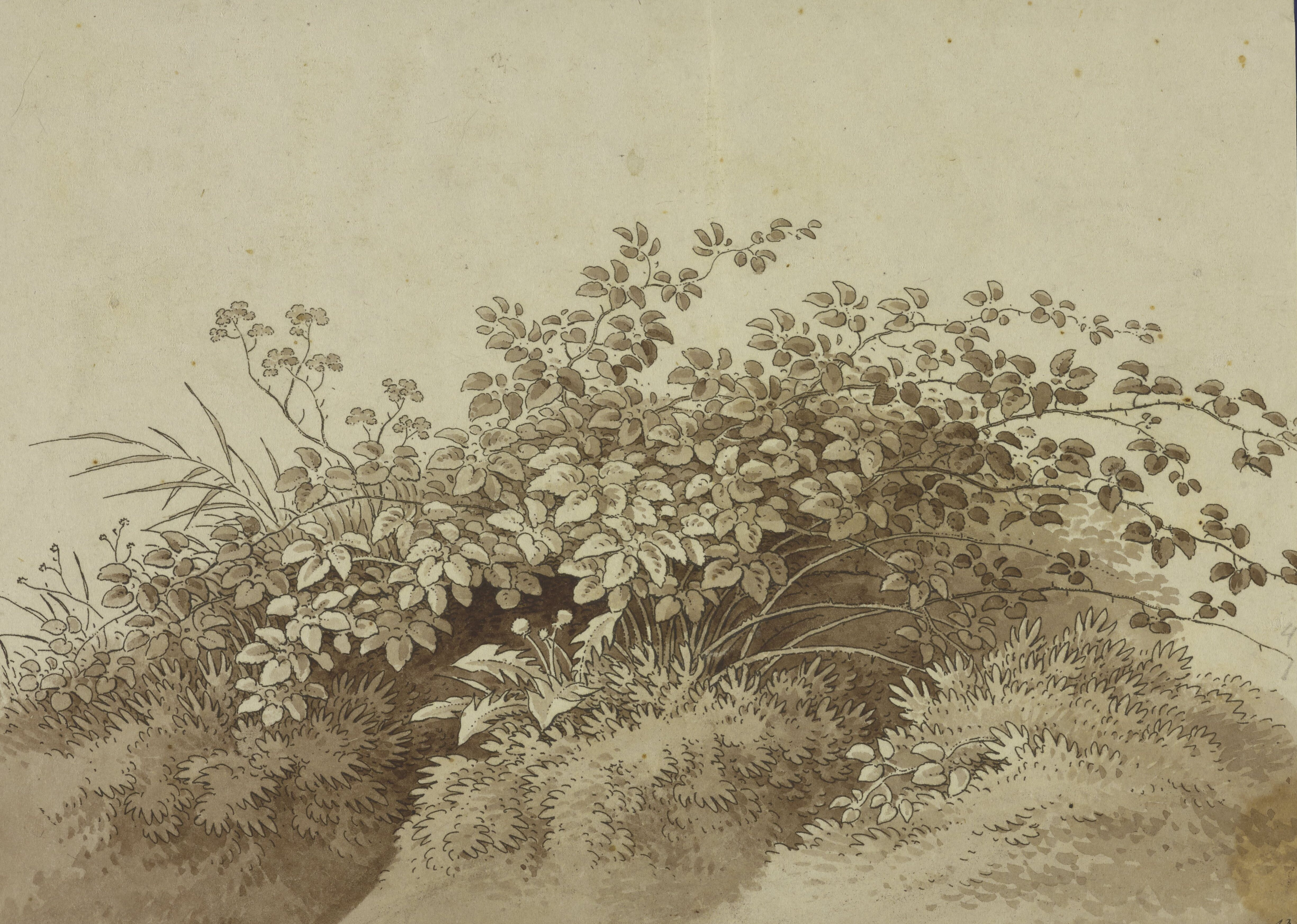
Rośliny